# Burtigny
Burtigny je obec na jihozápadě Švýcarska v okrese Nyon v kantonu Vaud. Žije zde 391 obyvatel.

## Geografie
Burtigny leží v nadmořské výšce 737 m, vzdušnou čarou 10 km severně od okresního města Nyon. Vesnice se rozkládá podél silnice na mírně jižně orientované náhorní plošině mezi řekou Serine a jejím východním přítokem Moteline, na jižním svahu Jury, v panoramatické poloze asi 350 metrů nad hladinou Ženevského jezera.
Území obce o rozloze 5,7 km² zahrnuje část na jižním svahu Jury. Území obce se rozkládá od údolí Serine směrem na východ až k náhorní plošině u Burtigny, kterou odvodňuje řeka Moteline. Na východě k této náhorní plošině přiléhá lesní oblast Grandes Tattes, kde se nachází nejvyšší bod Burtigny ve výšce 895 m n. m. (nad Côte Vaud). Severní hranicí prochází klikaté údolí Prévondavaux, které zabírá chráněný mokřad. Údolí Prévondavaux je pozůstatkem poslední doby ledové a kdysi bylo korytem tající vody na okraji ledovce Rhone. V roce 1997 tvořila 5 % rozlohy obce zastavěná plocha, 35 % lesy a lesní porosty, 59 % zemědělství a něco málo přes 1 % neproduktivní půda.
K obci Burtigny patří řada samostatných zemědělských usedlostí. Sousedními obcemi jsou Begnins, Le Vaud, Marchissy, Longirod, Saint-Oyens, Essertines-sur-Rolle, Gilly, Bursins, Vinzel a Luins.

## Historie
Území obce Burtigny bylo osídleno již dlouho před přelomem tisíciletí. Byly zde nalezeny ulity, hutě z doby bronzové a mohyly z doby halštatské. První písemná zmínka o obci pochází z roku 1144 pod názvem Britiniaco, v roce 1145 se objevil zápis Brettignei. Ve středověku patřilo Burtigny k panství Prangins. Po roce 1208 obec několikrát změnila majitele, až nakonec v roce 1357 připadla pánům z Aubonne.
Po dobytí Vaudu Bernem v roce 1536 přešlo Burtigny pod správu panství Aubonne. Po pádu Staré konfederace patřila obec v letech 1798–1803 v období helvétského soustátí ke kantonu Léman, který byl poté po vstupu v platnost Ústavy o zprostředkování sloučen s kantonem Vaud. Roku 1798 byla přičleněna k okresu Rolle. V 19. století padlo mnoho domů za oběť dvěma požárům vesnice.

## Obyvatelstvo
| Rok            | 1850 | 1900 | 1910 | 1930 | 1950 | 1960 | 1970 | 1980 | 1990 | 2000 |
| Počet obyvatel | 362  | 369  | 383  | 353  | 343  | 254  | 216  | 269  | 287  | 311  |

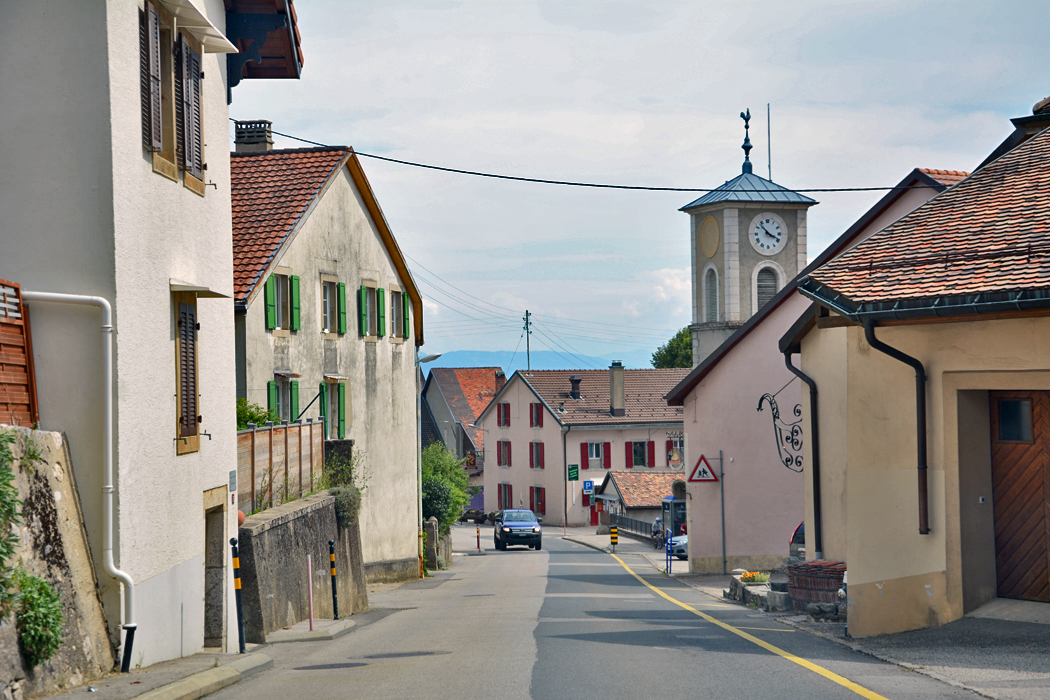
Centrum obce

83,3 % obyvatel hovoří francouzsky, 7,1 % německy a 5,5 % anglicky (stav v roce 2000). V roce 1850 žilo v Burtigny celkem 362 obyvatel a v roce 1900 369 obyvatel. Poté, co počet obyvatel do roku 1970 klesl na 216, je od té doby opět pozorován vzestupný trend.

## Hospodářství
Až do druhé poloviny 20. století byla obec Burtigny převážně zemědělskou obcí. Zemědělství hraje důležitou roli v obživě obyvatelstva i dnes, převažuje zde orná půda a chov dobytka. V Burtigny se nachází továrna na výrobu korku a další pracovní místa jsou v sektoru služeb. V posledních desetiletích se obec díky své atraktivní poloze rozvinula v rezidenční obec. Mnoho pracujících pracuje mimo obec a dojíždí převážně do Nyonu.

## Doprava
Přestože se obec nachází mimo hlavní dopravní tepny, má dobré dopravní spojení po kantonální silnici z Glandu na průsmyk Col du Marchairuz. Dálniční křižovatka Gland na dálnici A1 (Ženeva–Lausanne), která byla otevřena v roce 1964, je od obce vzdálena asi 6 km. Obec je napojena na síť veřejné dopravy prostřednictvím linky Postbusu, která jezdí z Glandu do Burtigny.